# McLaren M9A
La McLaren M9A è una monoposto di Formula 1, costruita dalla casa inglese automobilistica McLaren per partecipare al Campionato mondiale di Formula 1 1969. Ha la particolarità di avere la trazione integrale.